# Stranger Things
Stranger Things je americký sci-fi hororový mysteriózní televizní seriál internetové streamovací televize Netflix, jehož tvůrci jsou bratři Matt a Ross Dufferovi. Společně s Shawnem Levym a Danem Cohenem plní bratři Dufferovi také funkci výkonných producentů. První řada seriálu měla na Netflixu premiéru dne 15. července 2016, další řady byly uvedeny v letech 2017, 2019 a 2022; premiéra poslední, páté řady je plánována na rok 2025.
Děj se odehrává ve fiktivním městě Hawkins v Indianě v 80. letech 20. století a sleduje jeho obyvatele, kteří bojují s nadpřirozenými jevy poté, co nedaleká laboratoř otevře bránu do alternativní dimenze. V hlavních rolích účinkují Winona Ryder, David Harbour, Millie Bobby Brownová, Finn Wolfhard, Gaten Matarazzo, Caleb McLaughlin, Noah Schnapp, Natalia Dyer, Joe Keery, Charlie Heaton, Matthew Modine, Sadie Sink, Dacre Montgomery, Maya Hawkeová, Priah Ferguson, Brett Gelman a Jamie Campbell Bower.
Bratři Dufferovi vytvořili Stranger Things jako mix dramatu s nadpřirozenými prvky s hororem a sci-fi. V seriálu se objevují odkazy na popkulturu 80. let 20. století, spousta témat a režijních aspektů bylo inspirováno díly Stevena Spielberga, Johna Carpentera, Stephena Kinga a H. P. Lovecrafta, anime a videohrami. Tvůrci se inspirovali také podivnými experimenty, které se odehrály během studené války, a skutečnými konspiračními teoriemi týkajícími se tajných vládních experimentů.
Kromě rekordní sledovanosti na své domovské platformě Netflix získal seriál také mezinárodní popularitu a uznání kritiků za svou atmosféru, herecké výkony, soundtrack, režii, scénář a poctu filmům z 80. let. Seriál získal mnoho cen a nominací. Ve vývoji je animovaný spin-off, jehož tvůrcem je Eric Robles a produkční společností je Flying Bark Productions.

## Příběh
Děj seriálu se odehrává v 80. letech 20. století v malém fiktivním „zastrčeném“ městě Hawkins v americké Indianě. Hlavními postavami jsou čtyři kamarádi, Mike, Lucas, Dustin a Will, kteří nejsou ve škole zrovna oblíbení (jedná se o tzv. nerdy) a večery tráví společně hraním hry Dungeons & Dragons. K nim se posléze přidává Jedenáctka, dívka s telepatickými a telekinetickými schopnostmi, která unikla z tajné místní laboratoře, kde byla testovacím subjektem.

### První řada
Děj první řady se odehrává v listopadu 1983, kdy vědci z Hawkinské národní laboratoře otevírají trhlinu do alternativní dimenze, tzv. „obráceného světa“. Monstrum, které v dimenzi žije, uteče a unese jednoho z hlavních hrdinů Willa Byerse a poté i dívku Barbaru Hollandovou. Po Willovi začne intenzivně pátrat jeho matka Joyce společně s policejním náčelníkem Jimem Hopperem. V tutéž dobu z laboratoře uteče Jedenáctka, která pomáhá Willovým přátelům Mikeovi, Lucasovi a Dustinovi Willa najít.

### Druhá řada
Na podzim roku 1984 se Will stane hlavním cílem tzv. „Stínové příšery“ z obráceného světa, která postupně přebírá kontrolu nad jeho myslí. Monstrum terorizuje obyvatele Hawkinsu. Joyce, Hopper, Mikeova sestra Nancy, Willův bratr Jonathan, přítel Nancy Steve, Willovi nejlepší přátelé Mike, Lucas a Dustin a jejich nová spolužačka Max se musí spojit se zmizelou Jedenáctkou, aby monstru zabránili zničit svět.

### Třetí řada
V létě roku 1985 se z nově vybudovaného místního obchodního centra Starcourt stal hlavní bod města, který ostatní obchody přivedl k bankrotu. Policejní náčelník Jim Hopper nesouhlasí se vztahem Jedenáctky a Mikea a Joyce uvažuje o stěhování z Hawkinsu za lepším životem. V Hawkinsu řádí příšera z obráceného světa – Mozkožrout. Joyce si všimne, že se dějí zvláštní věci s jejími magnetkami a rozhodne se to prozkoumat. Nicméně Will cítí, že přichází nějaká nadpozemská síla a Jedenáctka s Max poznají, že s místními obyvateli není něco v pořádku. I přes uzavřený portál do obráceného světa mají strach, že jim něco hrozí. Přátelé se snaží pomoct Maxinu bratrovi Billymu, zatímco Hopper a Joyce zneškodňují tajnou ruskou základnu v podzemí obchodního domu.

### Čtvrtá řada
Děj čtvrté řady se odehrává několik měsíců po událostech třetí řady, v březnu 1986. Joyce, Will, Jedenáctka a Jonathan se přestěhovali do města Lenora v Kalifornii pro nový začátek. V Kalifornii se Jedenáctka potýká se ztrátou svých schopností a ve škole je šikanována. Mezitím v Hawkinsu začne bytost z „obráceného světa“ – entita později nazvaná Vecna – zabíjet místní obyvatele, čímž otevírá nové brány mezi dvěma světy. Dr. Sam Owens a Martin Brenner plánují zastavit Vecnu pomocí El, kterou vezmou do zařízení, aby jí pomohli znovu získat její schopnosti. Mezitím Joyce a Murray odlétají do Ruska, aby zachránili Hoppera z gulagu na Kamčatce.

## Obsazení
- Winona Ryder jako Joyce Byersová, matka Willa a Jonathana. Je rozvedená s Looniem Byersem, otcem Willa a Jonathana. Ve druhé řadě chodí se svým spolužákem ze střední školy Bobem, až do jeho smrti na konci řady
- David Harbour jako Jim Hopper, náčelník policie v Hawkinsu. Po smrti jeho dcery Sary na rakovinu se rozvede a propadne alkoholu. Nakonec se stane zodpovědnějším a zachrání Willa Byerse na konci první řady a stane se adoptivním otcem Jedenáctky.
- Millie Bobby Brownová jako Jedenáctka („El“) / Jane Hopperová, dívka s telekinetickými a telepatickými schopnostmi, testovací subjekt dr. Brennera v Hawkinské laboratoři. Unikne z laboratoře a nakonec se stane adoptivní dcerou Jima Hoppera, vezme si jeho příjmení a přizpůsobí se normálnímu životu s pomocí Mika (s nímž později chodí) a jeho přátel.
- Finn Wolfhard jako Mike Wheeler, syn Karen a Teda Wheelerových, bratr Nancy a Holly a jeden ze tří přátel Willa Byerse. Je inteligentní a svědomitý student a věrný svým přátelům. Rozvíjí romantické city k El a později s ní chodí.
- Gaten Matarazzo jako Dustin Henderson, jeden z přátel Willa. Jeho kleidokraniální dysplazie u něj způsobuje sigmatismus. Ve druhé řadě se pyšní novými předními zuby a přitahuje ho nová spolužačka Max. Ve třetí řadě chodí se Suzie, kterou potkal na táboře.
- Caleb McLaughlin jako Lucas Sinclair, jeden z Willových přátel. Zprvu je ostražitý vůči El, ale později se s ní spřátelí. Ve druhé řadě se mu líbí Max a ve třetí řadě se nakonec stane jejím přítelem. Ve čtvrté řadě se stává populárnějším, protože se připojil k basketbalovému týmu, což ho nakrátko postavilo do sporu s jeho přáteli.
- Noah Schnapp jako Will Byers (od 2. řady; 1. řada vedlejší), syn Joyce Byersové a mladší bratr Jonathana. Je zajat a posednut monstrem z tzv. „obráceného světa“, alternativní dimenze objevené vědci z laboratoře v první řadě. Později si díky svému zajetí vyvine spojení s Mozkožroutem.
- Natalia Dyer jako Nancy Wheelerová, dcera Karen a Teda Wheelerových, starší sestra Mika a Holly. Nancy nachází jinou stránku sebe sama, zatímco vyšetřuje záhadu ohledně Hawkinské laboratoře a smrt své kamarádky Barbary. V prvních dvou řadách je přítelkyní Stevea Harringtona, ale rozejde se s ním a poté chodí s Jonathanem Byersem. Je aspirující novinářkou, ve třetí řadě je stážistkou deníku Hawkins Post a čtvrté řadě pracuje pro školní noviny.
- Charlie Heaton jako Jonathan Byers, starší bratr Willa. Je tichý a dobrosrdečný, ve škole outsider a aspirující fotograf. Má blízký vztah se svou matkou a bratrem a stáne se přítelem Nancy Wheelerové.
- Joe Keery jako Steve Harrington (od 2. řady; 1. řada vedlejší), populární středoškolský student a přítel Nancy Wheelerové. Zprvu odsuzuje Jonathana Byerse, ale později se s ním spřátelí. S Nancy se ve druhé řadě rozejdou, ale zůstanou přáteli. Je známý jako „chůva“ ve skupině, protože je často jeho rolí, aby dohlédnul na děti.
- Matthew Modine jako Martin Brenner (1. a 4. řada; 2. řada vedlejší), původní vedoucí laboratoře
- Sadie Sink jako Maxine „Max“ Mayfieldová (od 2. řady), Billyho mladší nevlastní sestra, která upoutá pozornost Lucase a Dustina, a nakonec se stane Lucasovou přítelkyní. Ve čtvrté řadě je jedním ze studentů, kteří se stali cílem Vecny.[5]
- Dacre Montgomery jako Billy Hargrove (2.–⁠3. řada; 4. řada hostující), násilný a nepředvídatelný starší nevlastní bratr Max. Ve třetí řadě je ovládán Mozkožroutem a později se obětuje, aby před ním ochránil děti.[5]
- Sean Astin jako Bob Newby (2. řada; 3. řada hostující), bývalý spolužák Joyce a Hoppera, který provozuje prodejnu RadioShack. Je přítelem Joyce, což ho staví do sporu s Hopperem. Umírá na konci druhé řady poté, co je napaden demo-psy.
- Paul Reiser jako Sam Owens (2. a 4. řada; 3. řada hostující), vedoucí oddělení energetiky, který nahradí Brennera ve funkci ředitele Hawkinské laboratoře. Je oddaný vědeckému výzkumu i empatický k obyvatelům Hawkinsu. Ve druhé řadě pomáhá Hopperovi adoptovat El. Ve čtvrté řadě se s Brennerem vrátí, aby pomohl El získat zpět své schopnosti a ochránil ji před vládními agenty.[6]
- Maya Hawkeová jako Robin Buckleyová (od 3. řady), dívka pracující v prodejně zmrzliny Scoops Ahoy po boku Stevea, se kterým se stanou blízkými přáteli.[7]
- Priah Ferguson jako Erica Sinclairová (od 3. řady; 2. řada vedlejší), sestra Lucase, která pomáhá jeho přátelům. Ukáže se, že je velmi chytrá a má vášnivý zájem o D&D.[7]
- Brett Gelman jako Murray Bauman (4. řada; 2.–⁠3. řada vedlejší), soukromý detektiv a novinář, který ve druhé řadě pomáhá Nancy a Jonathanovi; ve třetí a čtvrté řadě pomáhá Hopperovi a Joyce.
- Jamie Campbell Bower jako Vecna / Henry Creel / Jednička (od 4. řady), vražedná entita z tzv. „obráceného světa“; ukáže se, že stojí za vytvořením Mozkožrouta.[8]

## Český dabing
České znění seriálu Stranger Things vzniká ve studiu SDI Media (4. řada ve studiu Iunyo SDI Group) pro streamovací platformu Netflix. O překlad dialogů se původně staral Martin Andryzek spolu se Zdeňkem Hoffmanem, později je uváděn již jen Andryzek. Úpravkyní dialogů a režisérkou českého znění je po celou dobu Magda Landsmannová.
| Postava                  | Dabér(ka)                                                                     |
| ------------------------ | ----------------------------------------------------------------------------- |
| Joyce Byersová           | Antonie Talacková (dříve uváděna jako Barešová)                               |
| Lonnie Byers             | Jakub Saic                                                                    |
| William „Will“ Byers     | Mikuláš Poláček (1. řada) Mateo Klimek (2. řada) Matěj Havelka (3. a 4. řada) |
| Jonathan Byers           | Robin Pařík                                                                   |
| Michael „Mike“ Wheeler   | Šimon Fikar (1. a 2. řada) David Štěpán (3. a 4. řada)                        |
| Nancy Wheelerová         | Viktorie Taberyová                                                            |
| Dustin Henderson         | Tomáš Poláček (1. a 2. řada) Josef Fečo (3. a 4. řada)                        |
| Lucas Sinclair           | Ondřej Balcar (1. a 2. řada) Matěj Převrátil (3. a 4. řada)                   |
| Erica Sinclairová        | Linda Křišťálová (3. řada) Eliška Beňová (4. řada)                            |
| Jedenáctka „El“          | Mariana Franclová (1.–3. řada) Anna Mercedes Čtvrtníčková (4. řada)           |
| Maxine „Max“ Mayfieldová | Anežka Saicová                                                                |
| Steve Harrington         | Robert Hájek                                                                  |
| Tommy Hagan              | Ondřej Rychlý                                                                 |
| Jim Hopper               | Martin Zahálka                                                                |
| Billy Hargrove           | Oldřich Hajlich                                                               |
| Dr. Owens                | Antonín Navrátil (2. řada) Otakar Brousek mladší (4. řada)                    |
| Bob Newby                | Martin Sobotka                                                                |
| Murray Bauman            | Pavel Tesař (1. a 2. řada) Svatopluk Schuller (3. a 4. řada)                  |
| Kali Prasadová           | Nina Horáková                                                                 |
| Robin Buckleyová         | Terezie Taberyová (3. řada) Denisa Nesvačilová (4. řada)                      |
| Larry Kline              | Ladislav Cigánek                                                              |
| Eddie Munson             | Matouš Ruml                                                                   |

## Vysílání
| Řada | Díly | Premiéra na Netflixu                                                                 |
| ---- | ---- | ------------------------------------------------------------------------------------ |
| 1    | 8    | 15. července 2016                                                                    |
| 2    | 9    | 27. října 2017                                                                       |
| 3    | 8    | 4. července 2019                                                                     |
| 4    | 9    | 27. května 2022 (1. část) 1. července 2022 (2. část)                                 |
| 5    | 8    | 26. listopadu 2025 (1. část) 25. prosince 2025 (2. část) 31. prosince 2025 (3. část) |

## Produkce

### Vývoj
Stranger Things vytvořili Matt a Ross Dufferovi, známí profesionálně jako bratři Dufferovi, kteří také slouží jako showrunneři, hlavní scenáristé a režírují mnoho epizod. Dvojice produkovala a napsala scénář ke svému filmu Hidden z roku 2015, ve kterém se pokusili napodobit styl M. Nighta Shyamalana. Kvůli změnám u distributora filmu Warner Bros., se však film nedočkal širokého vydání a Dufferovi si nebyli jistí svou budoucností. K jejich překvapení je oslovil televizní producent Donald De Line, který byl ohromen scénářem k jejich filmu Hidden, a nabídl jim práci na epizodách seriálu Městečko Pines se Shyamalanem. Dufferovi byli během natáčení epizody mentorováni Shyamalanem, takže když skončili, cítili, že jsou připraveni produkovat svůj vlastní televizní seriál.
Dufferovi napsali scénář podobný případné pilotní epizodě seriálu, spolu s 20stránkovou knihou, která má pomoci ke koupi seriálu nějakou společností. Příběh předložili asi 15 kabelovým televizním společnostem, z nichž všechny namítly, že zápletka s dětmi jako hlavními postavami nebude fungovat, a požádaly bratry, aby z toho udělali seriál pro děti nebo upustili od dětí v hlavní roli a zaměřili se na Hopperovo vyšetřování paranormálních aktivit.
Na začátku roku 2015 Dan Cohen, viceprezident společnosti 21 Laps Entertainment, ukázal scénář svému kolegovi Shawnu Levymu. Následně pozvali bratry Dufferovy do své kanceláře a zakoupili práva na seriál, čímž dali bratrům plné autorství. Po přečtení scénáře pilotního dílu zakoupila streamovací platforma Netflix celou řadu za nezveřejněnou částku a v dubnu téhož roku byla oznámena premiéra seriálu na rok 2016. Dufferovi uvedli, že v době, kdy se rozhodli pro Netflix, byla společnost již uznávána za své původní pořady jako Dům z karet a Holky za mřížemi, za nimiž stáli dobře známí producenti, a byli připraveni začít dávat nadcházejícím producentům, jako jsou oni, šanci. Dufferovi zahájili casting a přizvali Levyho a Cohena jako další výkonné producenty, aby probrali dějové linie, přičemž Levy měl seriál také režírovat.
Seriál byl původně známý pod názvem Montauk. Děj seriálu odehrával v Montauku a nedalekých lokalitách na Long Islandu. Montauk figuroval v řadě skutečných konspiračních teorií zahrnujících tajné vládní experimenty. Dufferovi si vybrali Montauk, protože měl vazby na Spielbergův film Čelisti, kde byl Montauk použit pro fiktivní prostředí ostrova Amity. Poté, co se rozhodli změnit příběh seriálu tak, aby se místo toho odehrával ve fiktivním městě Hawkins, měli bratři pocit, že nyní mohou s městem dělat různé věci, jako ho umístit do karantény, které si nedokázali představit ve skutečnosti. Se změnou místa museli přijít s novým názvem seriálu pod vedením Teda Sarandose z Netflixu, aby mohli začít s propagací. Dufferovi začali tím, že použili kopii románu Žhářka od Stephena Kinga, aby zvážili písmo a vzhled názvu a přišli s dlouhým seznamem potenciálních alternativ. Název Stranger Things vznikl, protože zněl podobně jako další Kingův román, Nezbytné věci (v anglickém originále Needful Things), i když Matt poznamenal, že kvůli tomuto konečnému názvu stále vedli „spoustu vášnivých hádek“.
K představení seriálu bratři Dufferovi ukázali snímky, záběry a hudbu z klasických filmů ze 70. a 80. let, jako je E.T. – Mimozemšťan, Blízká setkání třetího druhu, Poltergeist, Hellraiser, Stůj při mně, Ohnivé oči, Noční můra v Elm Street a Čelisti, aby se ustavil tón seriálu.

### Psaní scénáře
Myšlenka Stranger Things začala tím, že se bratři domnívali, že se mohli inspirovat konceptem filmu Zmizení z roku 2013, který podrobně popisuje morální boje, kterými otec prochází, když je jeho dcera unesena, a adaptují jej do více než osm hodin ve formě televizního seriálu. Když se zaměřili aspekt ztraceného dítěte, chtěli představit myšlenku „dětské citlivosti“, kterou by mohli nabídnout, a pohrávali si s myšlenkou monstra, které by mohlo konzumovat lidi. Bratři si mysleli, že kombinace těchto věcí „byla ta nejlepší věc vůbec“.
Aby uvedli toto monstrum do příběhu, zvážili „bizarní experimenty, o kterých jsme četli, že se odehrávají v průběhu studené války“, jako je projekt MKUltra, který umožnil uzemnit existenci monstra spíše ve vědě než v něčem duchovním. To jim také pomohlo rozhodnout se, že děj zasadí do roku 1983, protože to se jedná o rok předtím, než vyšel film Rudý úsvit, který se zaměřil na paranoiu studené války. Následně mohli použít všechny své vlastní osobní inspirace z 80. let, neboť se v této dekádě oba narodili, jako prvky seriálu a vytvářeli ho v oblasti sci-fi a hororu.

Jako další vlivy na seriál bratři Dufferovi uvedli: romány Stephena Kinga; filmy z produkce Stevena Spielberga, Johna Carpentera, Wese Cravena a Guillerma del Tora; filmy jako Star Wars, Vetřelec a Stůj při mně; japonské anime jako Akira a Elfen Lied a mnoho videoher jako Silent Hill, Dark Souls a The Last of Us. Bratři Dufferovi se domnívají, že možná neúmyslně přinesli vlivy z jiných děl, včetně filmů Za černou duhou a D.A.R.Y.L., které byly objeveny na základě recenzí fanoušků na seriál.

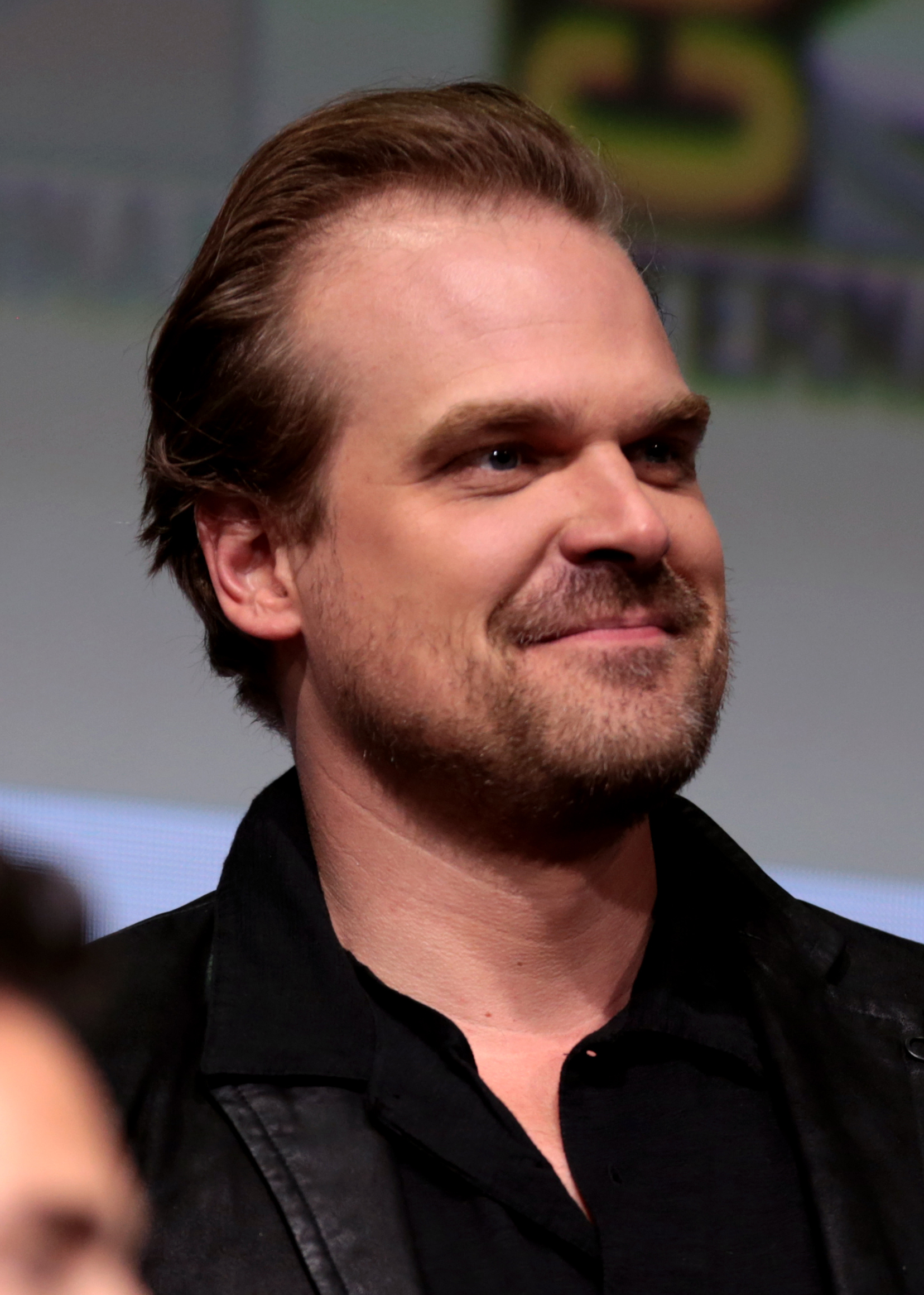
Bratři Dufferovi obsadili Davida Harboura do role Hoppera a věřili, že to je jeho příležitost pro ztvárnění hlavní postavy

### Casting
V červnu 2015 bylo oznámeno, že se k seriálu připojili Winona Ryder a David Harbour jako Joyce a nejmenovaný policejní šéf. Castingová režisérka navrhla Ryder pro roli Joyce, což ihned zaujmulo tvůrce bratry Dufferovy z důvodu jejího účinkování ve filmech z 80. let. O Harboura, který až do působení ve Stranger Things ztvárňoval především záporné postavy v menších rolích, se bratři Dufferovi zajímali již dříve a měli pocit, že na příležitost ztvárnění hlavní postavy „čekal příliš dlouho“, zatímco sám Harbour byl nadšený ze scénáře a možnosti zahrát si „zlomenou, vadnou, antihrdinskou postavu“.
Další herci byli ohlášeni za dva měsíce –⁠ Finn Wolfhard jako Mike, Millie Bobby Brownová v nezveřejněné roli, Gaten Matarazzo jako Dustin, Caleb McLaughlin jako Lucas, Natalia Dyer jako Nancy a Charlie Heaton jako Jonathan. V září 2015 se k obsazení připojila Cara Buono jako Karen, o měsíc později ji následoval Matthew Modine jako Martin Brenner. Mezi dalšími herci se do vedlejších rolí připojili Noah Schnapp jako Will, Shannon Purser jako Barbara „Barb“ Hollandová, Joe Keery jako Steve Harrington a Ross Partridge jako Lonnie.
Herci, kteří se ucházeli o dětské role, četli úseky z filmu Stůj při mně. Bratři Dufferovi odhadli, že pro tyto role prošli asi tisícovkou různých dětských herců. Poznamenali, že Wolfhard byl fanouškem filmů z období 80. let a do role byl snadno obsazen, zatímco konkurz Matarazza shledali mnohem autentičtější než většinu ostatních konkurzních pásek a vybrali jej po jediném zhlédnutí.
Vzhledem k tomu, že casting začal ihned poté, co Netflix schválil produkci seriálu, a před úplným dokončením scénářů, umožnilo to, aby se do scénáře promítl pohled herců na jejich role. Obsazení mladých herců do rolí Willa a jeho přátel bylo provedeno těsně po dokončení prvního scénáře a do dalších scénářů byly začleněny aspekty těchto herců. Bratři Dufferovi řekli, že Modine provedl významný dodatek k postavě Dr. Brennera, kterou předtím ve skutečnosti nezkompletovali, protože ho považovali za postavu, ke které je nejtěžší napsat scénář, vzhledem k jeho omezenému výskytu v příběhu.

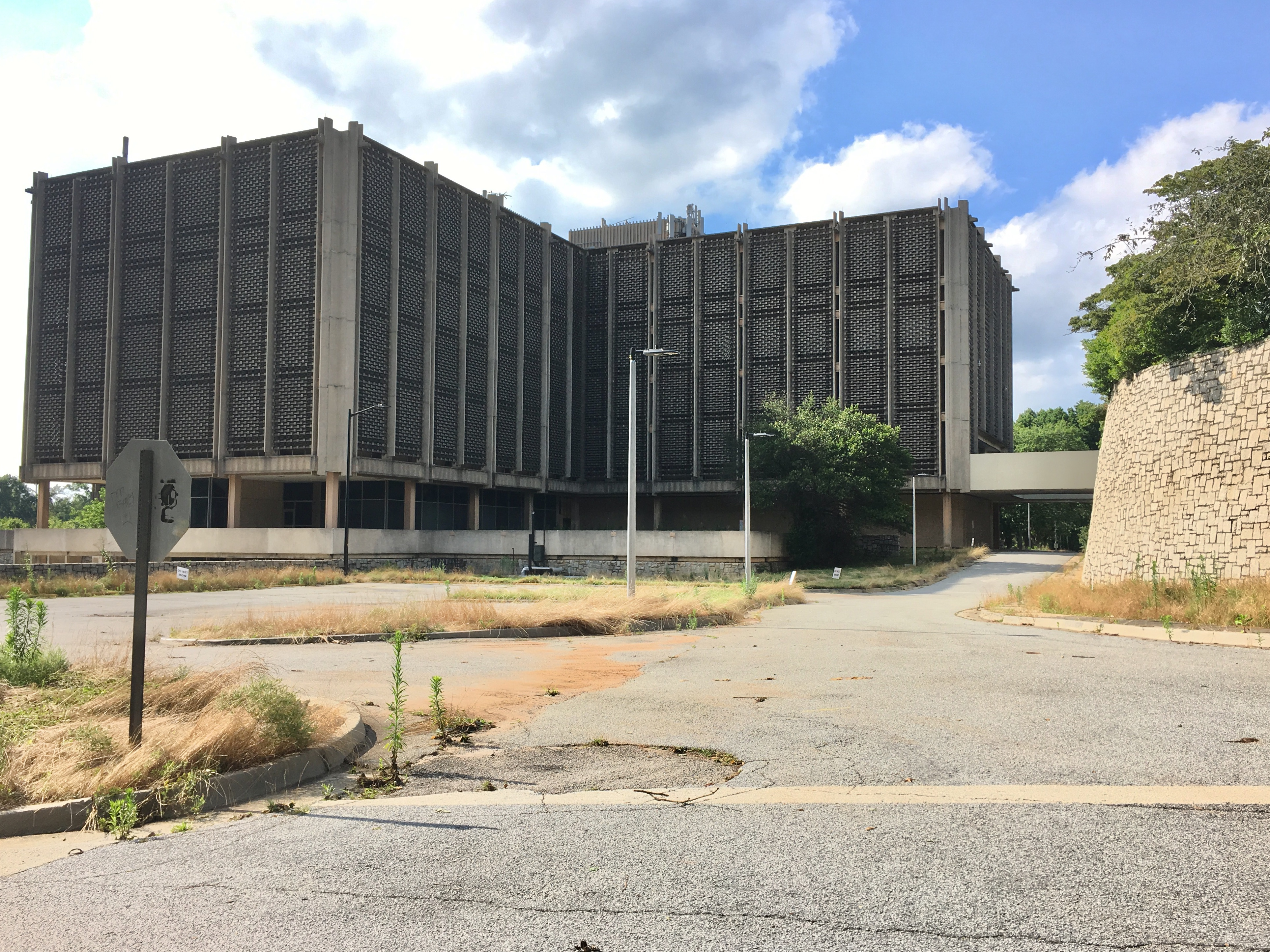
Bývalý institut duševního zdraví Emoryho univerzity v Georgii byl v seriálu použit jako Hawkinská laboratoř

### Natáčení
Bratři Dufferovi chtěli seriál původně natočit v oblasti Long Islandu, aby odpovídal původnímu konceptu Montauk. Vzhledem k tomu, že se natáčení mělo konat v listopadu 2015, bylo těžké natáčet na Long Islandu v chladném počasí a produkce začala vyhledávat místa v okolí Atlanty v Georgii. Bratři Dufferovi, kteří vyrostli v Severní Karolíně, našli spoustu míst, která jim připomněla jejich vlastní dětství, a cítili, že tato oblast by dobře zapadala do fiktivního města Hawkins v Indianě.
Natáčení první řady započalo v listopadu 2015, přičemž díly režírovali bratři Dufferovi a Shawn Levy. Jako fiktivní město Hawkins sloužilo město Jackson v Georgii. Dalšími natáčecími místy se stal institut duševního zdraví Emoryho univerzity jako Hawkinská národní laboratoř, Bellwood Quarry a Patrick Henry High School v Stockbridge pro scény ze základní a střední školy. Natáčení první řady skončilo na začátku roku 2016.
Poté, co skončilo natáčení třetí řady, producenti zvažovali, že ponechají Starcourt Mall jako stálou atrakci pro fanoušky, ale nakonec se rozhodli takto neučinit.
Čtvrtá řada seriálu měla mít osm dílů, přičemž první epizoda se měla jmenovat „Kapitola první: Klub Hellfire“. Natáčení této řady mělo začít v lednu 2020 a mělo trvat do srpna téhož roku. S vydáním upoutávky v únoru 2020 na čtvrtou řadu, bratři Dufferovi potvrdili, že produkce započala. Část natáčení pro čtvrtou řadu probíhalo ve věznici Lukiškės a v blízkém litevském Vilniusu. V březnu 2020 byla produkce zastavena kvůli pandemii covidu-19 a znovu obnovena byla v září 2020.
Dle Davida Harboura mělo začít natáčení páté řady v červnu 2023. Bratři Dufferovi na Twitteru uvedli, že natáčení bude odloženo kvůli stávce Sdružení amerických scenáristů. Natáčení páté řady nakonec začalo dne 8. ledna 2024.

## Hodnocení

### Kritické ohlasy
Na serveru Rotten Tomatoes získal seriál celkové hodnocení 92 %, přičemž server Metacritic udělil seriálu celkové hodnocení 74.
Agregátor recenzí Rotten Tomatoes udělil první řadě hodnocení 97 % na základě 91 recenzí s váženým průměrem 8,1/10. Konsenzus webu zní: „Vzrušující, srdcervoucí a občas děsivé, Stranger Things působí jako návyková pocta Spielbergovým filmům a retro televizi z 80. let.“ Deník The New York Times přirovnal seriál k filmu Stůj při mě a vyjádřil nostalgický pocit „...nalezením toho nadčasového okamžiku, kdy vše vypadalo lákavě, děsivě nově.“ Agregátor recenzí Metacritic udělil první řadě normalizované skóre 74 ze 100 na základě 142 kritiků, také označující „obecně příznivé recenze“.
Na webu Rotten Tomatoes obdržela druhá řada hodnocení 94 % na základě 150 recenzí s váženým průměrem 7,8/10. Konsenzus webu zní: „Pomalu se rozvíjející druhá řada Stranger Things vyvažuje okamžiky humoru a nostalgie s rostoucí hrůzou, která je o to účinnější díky plnohodnotným postavám a evokujícímu tónu.“ Rebecca Nicholson z deníku The Guardian napsala, že je druhá řada „úžasná jako vždy“. Časopis The Hollywood Reporter při recenzi řady napsal: „Druhá řada je docela dobrá a pokud nemáte přehnaná očekávání, je do značné míry uspokojující.“ Na webu Metacritic obdržela druhá řada normalizované skóre 78 ze 100 na základě 33 kritiků, také označující „obecně příznivé recenze“.
Na webu Rotten Tomatoes obdržela třetí řada hodnocení 89 % na základě 141 recenzí s váženým průměrem 7,9/10. Konsenzus webu zní: „Pulzující a okouzlující Stranger Things se promění ve strhující – i když důvěrně známou – letní jízdu, která vyhřívá své neony nabité nostalgií, aniž by ztratila ze zřetele bohaté vztahy, díky nimž je seriál tak roztomilý.“ Na webu Metacritic obdržela druhá řada normalizované skóre 72 ze 100 na základě 28 kritiků, také označující „obecně příznivé recenze“.
Seriál byl magazíny The Guardian a Empire označen jako třetí nejlepší seriál roku 2016. Dále byl také časopisem The Atlantic zařazen na seznam nejlepších televizních pořadů roku 2017.

### Ocenění
Seriál získal spoustu ocenění a nominací za herecké výkony, režii, scénář, hudbu, vizuální efekty, kameru, masky a kaskadérské výkony. Získal dvanáct cen Emmy a čtyři nominace na Zlatý glóbus. Obsazení první řady seriálu získalo Cenu Sdružení filmových a televizních herců za nejlepší obsazení v dramatickém seriálu, přičemž Brownová, Ryder a Harbour získali za své výkony individuální nominace na toto ocenění. První dvě řady seriálu byly Americkým filmovým institutem zařazeny na seznam 10 nejlepších seriálů roku. 